# ناحیه جعفرآباد
ناحیه جعفرآباد (به انگلیسی: Jafarabad District) یکی از ناحیه‌های پاکستان در پاکستان است که در ایالت بلوچستان واقع شده‌است. ناحیه جعفرآباد ۲٬۴۴۵ کیلومتر مربع مساحت و ۵۱۳٬۸۱۳ نفر جمعیت دارد.